# 世界微笑日
世界微笑日 （英语：World Smile Day）是指每年10月的第一個星期五。世界微笑日的始創人是哈维·鲍尔。 哈维·鲍尔是著名的笑脸表情的創作者，笑脸表情是他于1963年创作的。 自1999年開始，每年10月的第一個星期五會被定為世界微笑日，目的是向世界宣揚微笑友善的信息。
自2001年,哈维死後，哈维世界微笑基金正式成立。而每年基金亦會作為世界微笑日的官方贊助機構。
2013年世界微笑日的口號是"Do an act of kindness. Help one person smile."

## 歷年日期
- 1999: - 10月1日
- 2000: - 10月6日
- 2001: - 10月5日
- 2002: - 10月4日
- 2003: - 10月3日
- 2004: - 10月1日
- 2005: - 10月7日
- 2006: - 10月6日
- 2007: - 10月5日
- 2008: - 10月3日
- 2009: - 10月2日
- 2010: - 10月1日
- 2011: - 10月7日
- 2012: - 10月5日
- 2013: - 10月4日
- 2014: - 10月3日
- 2015: - 10月2日
- 2016: - 10月7日
- 2017: - 10月6日
- 2018: - 10月5日
- 2019: - 10月4日
- 2020: - 10月2日
- 2021: - 10月1日
- 2022: - 10月7日
- 2023: - 10月6日
- 2024: - 10月4日

## 外部連結
- World Smile Day Official Website （页面存档备份，存于）